# Ion Vulescu
Ion Vulescu (Bucarest, 3 maggio 1921 – Savannah, 27 dicembre 1995) è stato un cestista rumeno.

## Carriera
Con la Romania ha disputato i Campionati europei del 1947.